# Mercedes-Benz W168
Mercedes-Benz серії 168 — автомобіль компактного класу німецького преміум-виробника Mercedes-Benz (концерн Daimler AG). Вважається моделлю 1-го покоління A-Класу.

## Опис

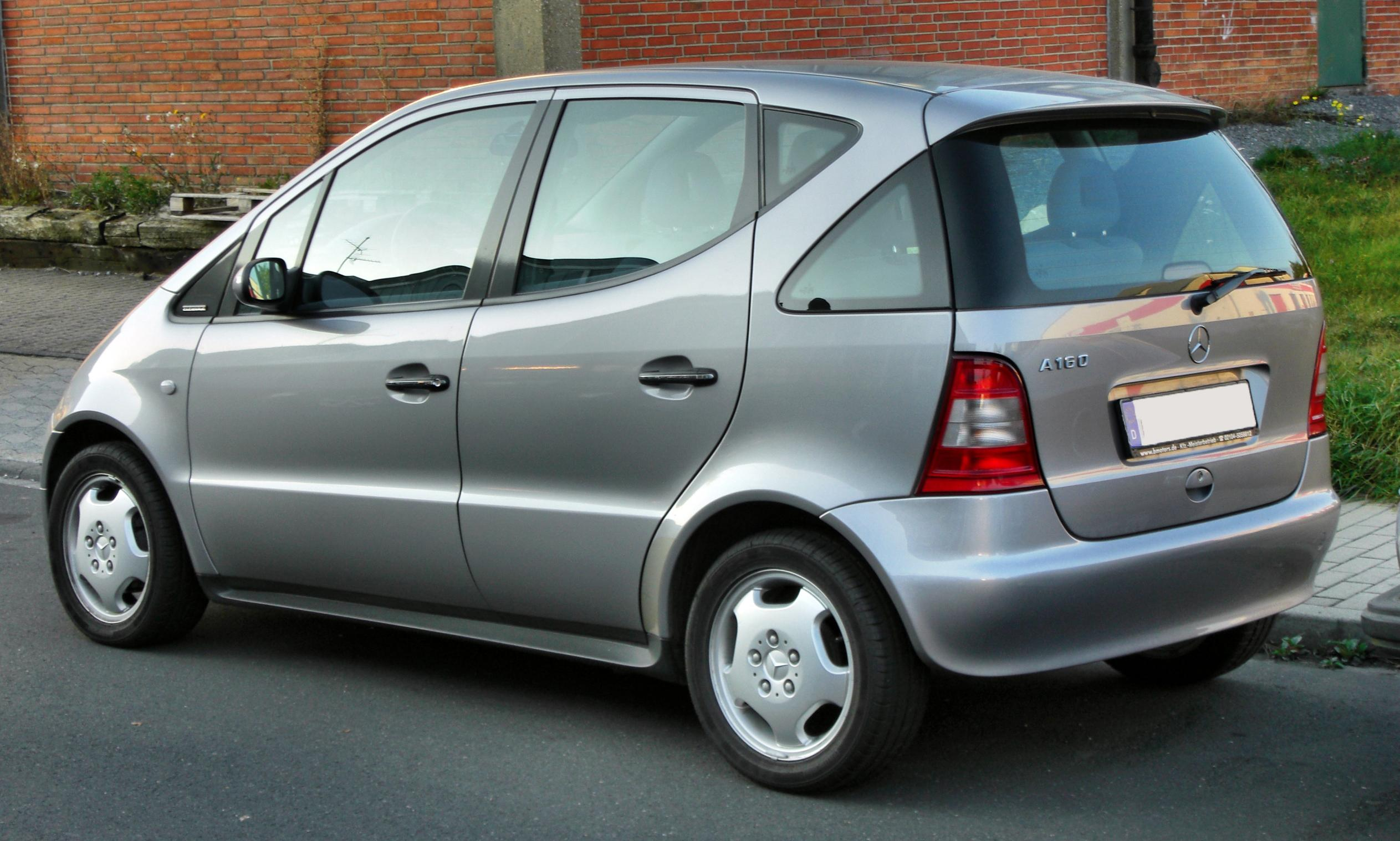
Mercedes-Benz A 160 Elegance (1997—2001)

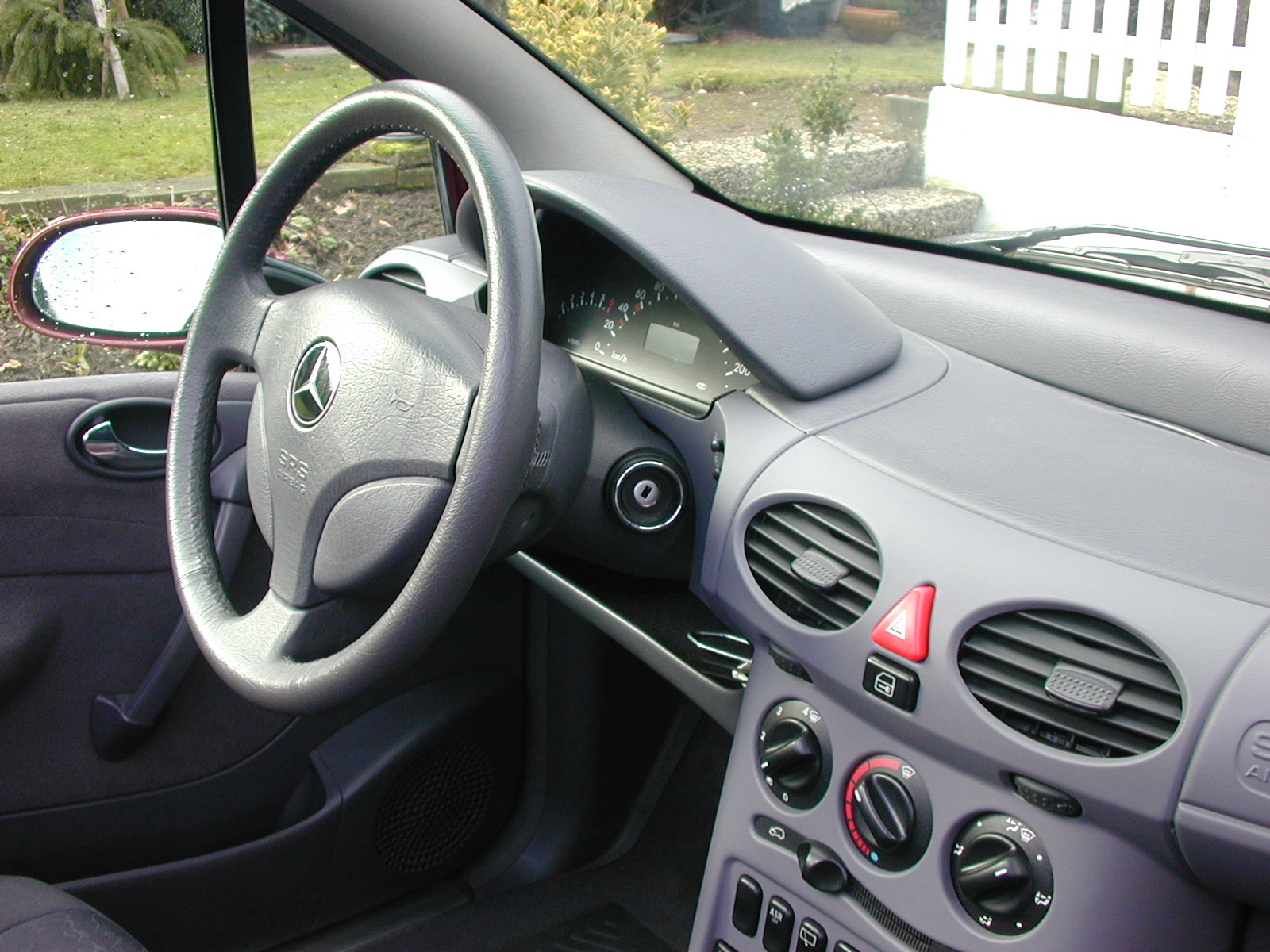
Салон Mercedes-Benz A 140 (1997—2001)

Виробництво першого покоління А-класу (індекс W168) почалося в 1997 році. W168 стала першою моделлю Мерседеса з передніми ведучими колесами. В основу концепції ліг концепт-кар Mercedes-Benz NAFA. Автомобіль має двійну підлогу — «сендвіч», що забезпечує безпеку пасажирів компактного автомобіля. Однак така конструкція днища зміщує вгору центр ваги автомобіль.

### Випадок з «лосиним тестом»
21 жовтня 1997 року, через три дні після початку надходження А-класу в продаж, Роберт Колін (Robert Collin) — шведський автовипробувач і заступник шеф-редактора часопису «Teknikens Värld», виконав «лосиний тест» («маневр обминання несподіванної перешкоди» — подвійна зміна колії на швидкості 60 км/г), під час якого автомобіль занесло, він перекинувся через бік і ліг на дах. Роберт Колін зажадав від концерну Даймлер-Бенц зупинити продаж А-класу, на що голова правління Юрген Хубберт (Jürgen Hubbert) спочатку відповів відмовою. Однак дуже багато було поставлено на карту — розробка А-класу коштувала фірмі Мерседес 1,3 млрд євро, а досвіду в будуванні моделей подібного класу бракувало. Керуючий Mercedes-PKW Юрген Шремпп (Jürgen Schrempp) своєю владою зупинив ринкову поставку нової машини на дванадцять тижнів для термінової модернізації моделі. За 150 млн євро (300 млн. DM) модель А-класу було серійно оснащено системою ESP, також було зменшено кліренс та перенастроєно підвіску коліс.

### Кузовні модифікації
Автомобіль представлений у двох версіях: короткій (заводський індекс W168) та, представленій в 2001 році, довгій (заводський індекс V168).
В активі у A-Класу був відносно просторий салон при компактному кузові (довжина — 3606 мм, ширина — 1719, база — 2423). Спереду — стійки McPherson, ззаду — незалежна конструкція на поздовжніх важелях. У складі бензинових моторів були тільки атмосферні «четвірки» 1.4 (82 к.с.), 1.6 (82-102 к.с.), 1.9 (125 к.с.) і 2.1 (140 к.с.), а дизель робочим об'ємом 1,7 л, пропонувався у версіях з 60, 75, 90 і 95 силами. Покупцям пропонувалася навіть модифікація з подовженою на 170 мм колісною базою. Випуском A-класу W168 займався завод в Раштатті і в Жуіс-ді-Форе, в які було вкладено 900 млн євро і 840 млн доларів відповідно.
У 2001 році автомобіль модернізований.
За сім років було зроблено більше мільйона автомобілів.

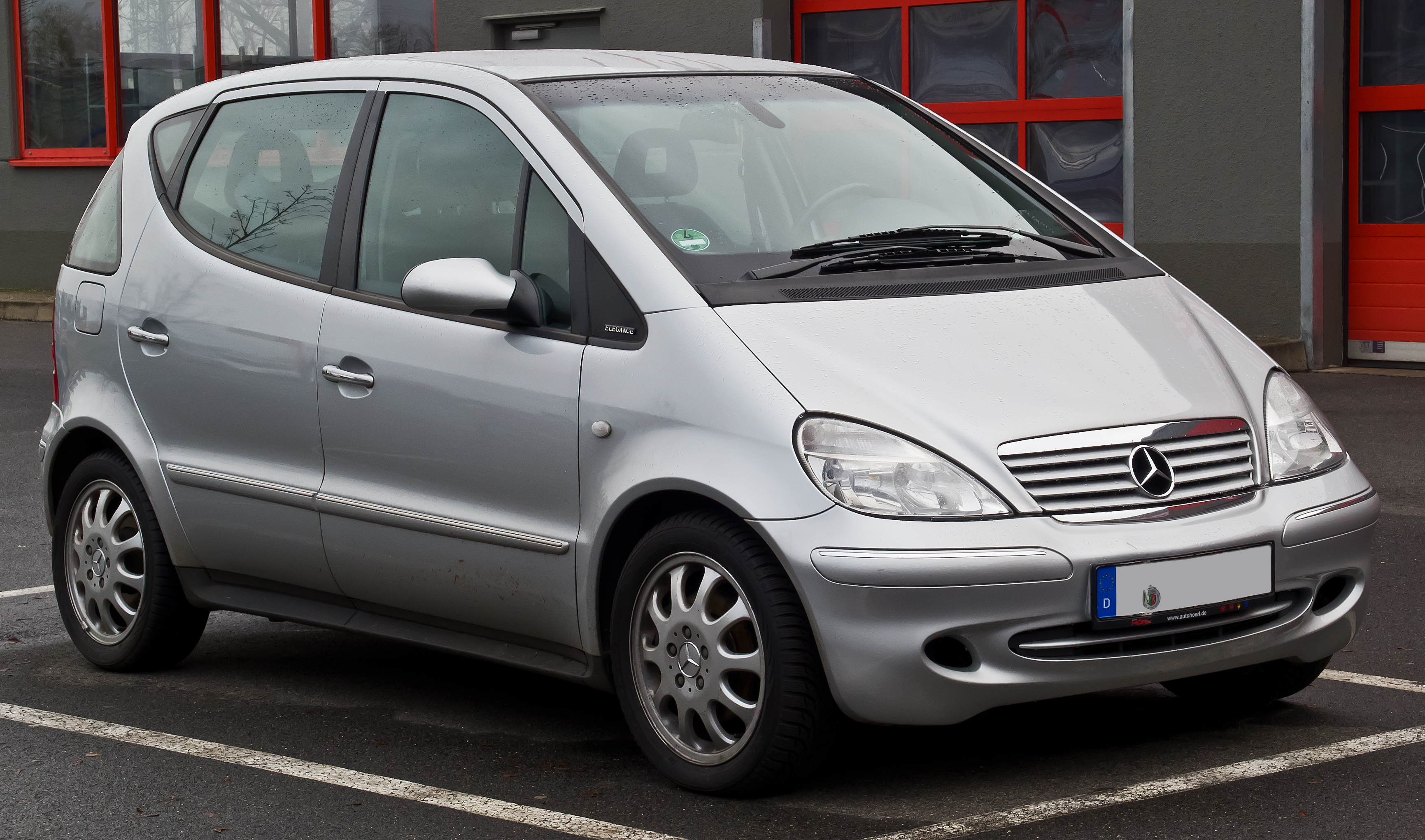
Mercedes-Benz A 190 L (2001-2004)
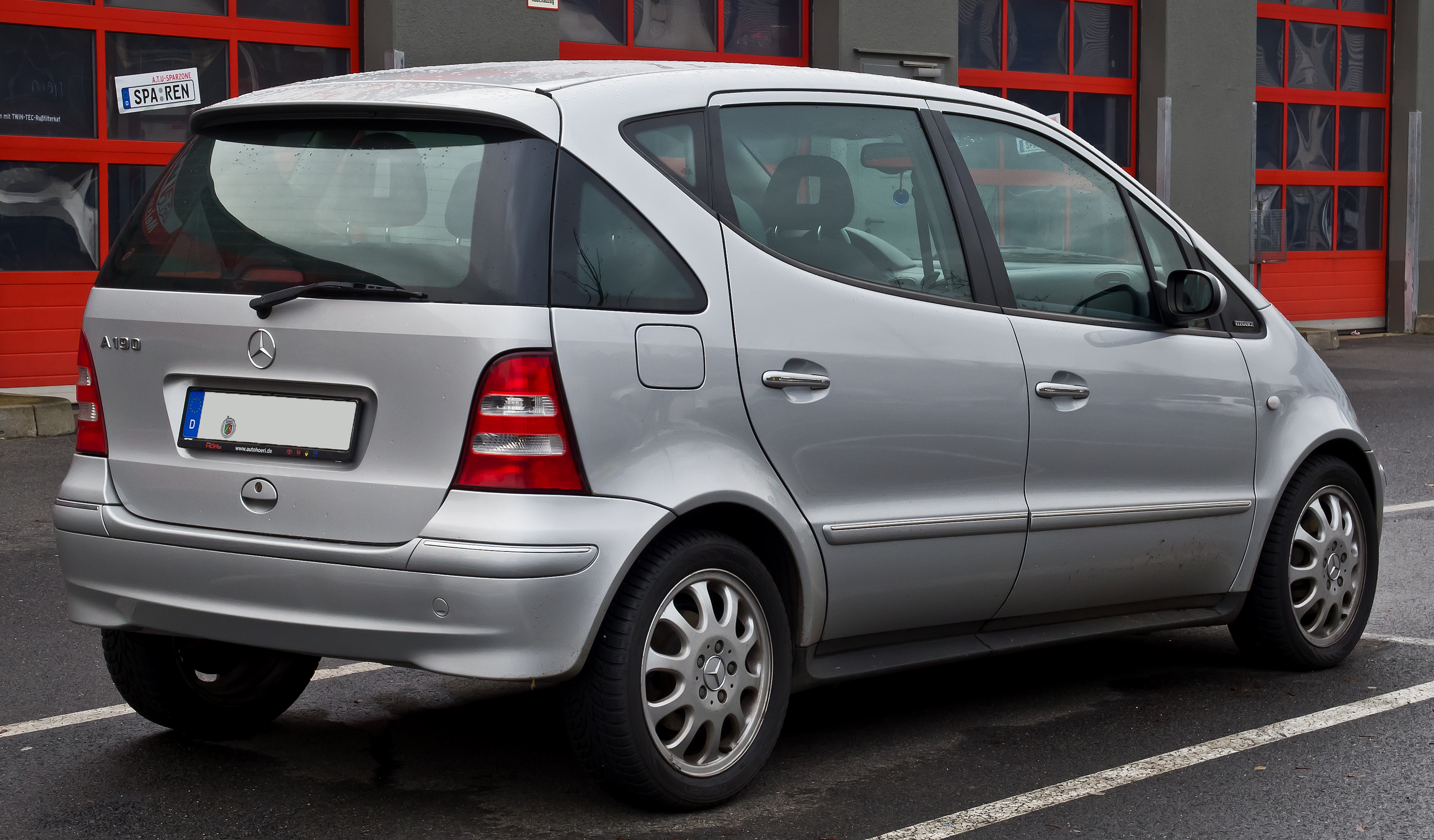
Mercedes-Benz A 190 L (2001-2004)

## Двигуни
| Коротка версія (W 168)   |                      |                  |            |                      |              |          |                              |                          |
| Паливо                   | Модель               | Роки виробництва | Код кузова | Назва двигуна        | Код двигуна  | Об'єм    | Потужність                   | Крутний момент           |
| Бензин                   | A 140                | 1997–2004        | 168.031    | M 166 E 14           | 166.940      | 1397 см³ | 60 kW (82 PS) bei 5000/min   | 130 Nm bei 3750/min      |
| Бензин                   | A 140 (Automatik)    | 2000–2004        | 168.031    | M 166 E 16 red.      | 166.960 red. | 1598 см³ | 60 kW (82 PS) bei 5000/min   | 140 Nm bei 2500/min      |
| Бензин                   | A 160                | 1997–2004        | 168.033    | M 166 E 16           | 166.960      | 1598 см³ | 75 kW (102 PS) bei 5250/min  | 150 Nm bei 4000/min      |
| Бензин                   | A 190                | 1999–2004        | 168.032    | M 166 E 19           | 166.990      | 1898 см³ | 92 kW (125 PS) bei 5500/min  | 180 Nm bei 4000/min      |
| Бензин                   | A 210 Evolution      | 2002–2004        | 168.035    | M 166 E 21           | 166.995      | 2084 см³ | 103 kW (140 PS) bei 5500/min | 205 Nm bei 4000/min      |
| Дизель                   | A 160 CDI            | 1998–2001        | 168.007    | OM 668 DE 17 A red.  | 668.941      | 1689 см³ | 44 kW (60 PS) bei 3600/min   | 160 Nm bei 1500—2400/min |
| Дизель                   | A 160 CDI (фейсліфт) | 2001–2004        | 168.006    | OM 668 DE 17 LA red. | 668.940 red. | 1689 см³ | 55 kW (75 PS) bei 3600/min   | 160 Nm bei 1500—2800/min |
| Дизель                   | A 170 CDI            | 1998–2001        | 168.008    | OM 668 DE 17 LA      | 668.940      | 1689 см³ | 66 kW (90 PS) bei 4200/min   | 180 Nm bei 1600–3200/min |
| Дизель                   | A 170 CDI (фейсліфт) | 2001–2004        | 168.009    | OM 668 DE 17 LA      | 668.942      | 1689 см³ | 70 kW (95 PS) bei 4200/min   | 180 Nm bei 1600–3600/min |
| Подовжена версія (V 168) |                      |                  |            |                      |              |          |                              |                          |
| Паливо                   | Модель               | Роки виробництва | Код кузова | Назва двигуна        | Код двигуна  | Об'єм    | Потужність                   | Крутний момент           |
| Бензин                   | A 140 L              | 2001–2004        | 168.131    | M 166 E 14           | 166.940      | 1397 см³ | 60 kW (82 PS) bei 5000/min   | 130 Nm bei 3750/min      |
| Бензин                   | A 140 L (Automatik)  | 2001–2004        | 168.131    | M 166 E 16 red.      | 166.960 red. | 1598 см³ | 60 kW (82 PS) bei 5000/min   | 140 Nm bei 2500/min      |
| Бензин                   | A 160 L              | 2001–2004        | 168.133    | M 166 E 16           | 166.960      | 1598 см³ | 75 kW (102 PS) bei 5250/min  | 150 Nm bei 4000/min      |
| Бензин                   | A 190 L              | 2001–2004        | 168.132    | M 166 E 19           | 166.990      | 1898 см³ | 92 kW (125 PS) bei 5500/min  | 180 Nm bei 4000/min      |
| Бензин                   | A 210 Evolution L    | 2002–2004        | 168.135    | M 166 E 21           | 166.995      | 2084 см³ | 103 kW (140 PS) bei 5500/min | 205 Nm bei 4000/min      |
| Дизель                   | A 170 CDI L          | 2001–2004        | 168.109    | OM 668 DE 17 LA      | 668.942      | 1689 см³ | 70 kW (95 PS) bei 4200/min   | 180 Nm bei 1600–3600/min |